# Willi Geike
Wilfried Günter „Willi“ Geike (* 19. Februar 1950 in Bebra) ist ein deutscher Filmproduzent. Geike war von 1983 bis 2021 in leitenden Positionen für den Kinoverleih Warner Bros. tätig, zuletzt als President und Managing Director.

## Leben
Geike schuf 1971 gemeinsam mit Lutz-Ekkehard Tönnis den Dokumentar-Kurzfilm Einen Finger kann man brechen – Fünf Finger sind eine Faust, bei dem er die Regie, das Drehbuch und den Ton verantwortete und auch als Produzent fungierte.
An der Kunsthochschule Kassel studierte Geike Mitte der 1970er Jahre Visuelle Kommunikation. Mit seinem Kommilitonen Thilo Graf Rothkirch betrieb er dort ein Studentenkino. Bei der Landtagswahl in Hessen 1974 kandidierte Geike für den KBW im Wahlkreis Kassel-Stadt I und erhielt dort 124 Stimmen. Bei der Bundestagswahl 1976 kandidierte Geike für den KBW im Bundestagswahlkreis Kassel (Wahlkreis 127) und erhielt dort 331 Erst- und 174 Zweitstimmen.
Seine Karriere in der Kinoverleiher-Branche begann er 1980 bei United Artists. Später arbeitete er im Marketing von United International Pictures Germany in Frankfurt am Main. 1983 übernahm er die erste leitende Position bei Warner Bros. in Hamburg. Danach war Geike in verschiedenen Senior Leadership-Positionen beim Unternehmen beschäftigt. Als deutscher Managing Director des Major Studios trieb Geike ab der zweiten Hälfte der 1990er Jahre den Aufbau des lokalen Produktionsbereiches von Warner Bros. voran. Unter seiner Ägide entstanden deutsche Koproduktionen wie Keinohrhasen (2007), Männerherzen (2009), Honig im Kopf (2014), Willkommen bei den Hartmanns (2016) und Der Junge muss an die frische Luft (2018). Geike etablierte insbesondere feste Partnerschaften von Warner Bros. zu lokalen Filmemachern wie Thilo Graf Rothkirch, Til Schweiger, Wiedemann & Berg Filmproduktion, Simon Verhoeven und Karoline Herfurth. Seit 2007 war Geike als President und Country Manager für Warner Bros. Germany, Austria and Switzerland verantwortlich. Zuletzt war er President und Managing Director Warner Bros. Germany, Austria, Switzerland und Polen (bis Oktober 2020) sowie Chief Content Officer Local Production German Speaking Territories. Im Januar 2021 verließ Geike nach 38 Jahren Warner Bros.
Gemeinsam mit Christoph Ott leitet Geike seither als Geschäftsführer die Filmwelt Verleihagentur. 2021 gründete Geike die elbpictures Film GmbH. Im gleichen Jahre erfolgte auch die Gründung der ProU Producers United Film GmbH als unabhängiges Produktions- und Verleihunternehmen, als dessen Hauptgesellschafter und Geschäftsführer er fungiert. Die erste Kinoproduktion des Unternehmens war die Tragikomödie 791 km (2023).
Er ist Mitglied der Deutschen Filmakademie.

## Filmografie (Auswahl)
Produzent
- 2001: Der kleine Eisbär
- 2015: Highway to Hellas
- 2017–2018: You Are Wanted (Fernsehserie, 12 Episoden)
- 2018: Hot Dog
- 2018: Beat (Fernsehserie, 7 Episoden)
- 2019: Rocca verändert die Welt
- 2021: Lauras Stern
- 2021: Generation Beziehungsunfähig
- 2023: 791 km

Co-Produzent
- 2010: Vater Morgana
- 2012: Schutzengel
- 2016: SMS für Dich
- 2019: Der Goldene Handschuh
- 2019: Als Hitler das rosa Kaninchen stahl
- 2020: Die Hochzeit
- 2020: Hello Again – Ein Tag für immer
- 2021: Mein Sohn
- 2021: Nebenan
- 2022: Lieber Kurt

Ausführender Produzent
- 2018: Jim Knopf und Lukas der Lokomotivführer
- 2020: Jim Knopf und die Wilde 13
- 2022: Wunderschön